# Liu Fang

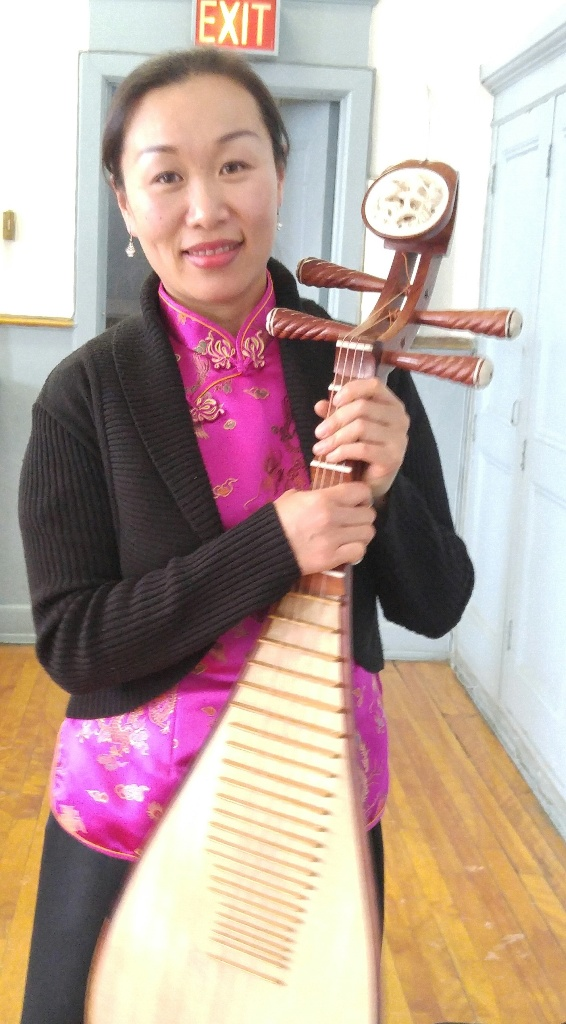
Liu Fang, 2016

Liu Fang (chinesisch 劉芳 / 刘芳, Pinyin Liú Fāng; * 1974 in Kunming, Provinz Yunnan) ist eine chinesische Musikerin. Sie ist als Interpretin traditioneller chinesischer Musik auf den Instrumenten pipa und guzheng (Zheng) international bekannt.

## Leben
Liu Fang begann im Alter von sechs Jahren die Pipa (Chinesische Laute) zu erlernen und gab bald darauf öffentliche Aufführungen als Wunderkind, darunter ein Konzert für die britische Königin während ihres Besuchs in China. Liu Fang erhielt zahlreiche Auszeichnungen und absolvierte 1993 das Shanghaier Konservatorium. Mit ihrer Übersiedlung nach Montreal 1996 begann für Liu Fang eine internationale Karriere, mit Konzertauftritten und Soloabenden, darunter im Théâtre de la Ville in Paris oder der Philharmonie in Liège, Belgien. Sie spielt traditionelle Musik und moderne westliche Kompositionen.
Im Juni 2001 erhielt sie einen Preis vom "Canada Council for the Arts" und 2006 wurde sie mit dem French Academie Charles Cros Award, dem französischen „Grammy“, der Akademie Charles Cros ausgezeichnet.

## Diskografie
Soloalben:
- Chinese Traditional Pipa Music: Oliver Sudden Productions Inc, Canada/USA, 1997
- The soul of pipa, vol. 1: Chinese Pipa Music from the classical tradition, Philmultic, Canada, 2001
- The soul of pipa, vol. 2: Chinese classical Pipa Music: from the ancient to the recent, Philmultic, 2003
- Emerging Lotus: Chinese traditional guzheng music, Philmultic, 2005
- The soul of pipa, vol. 3: Pipa Music from Chinese folk traditions, Philmultic, 2006

Duo et ensembles:
- Musique chinoise: Solo, duo, et avec orchestre de chambre, Philmultic, 1999
- Arabic and Chinese music: Liu Fang et Farhan Sabbagh, Philmultic, 2000
- Mei Hua – Fleur de prunier: ATMA Classique, Canada, 2004
- Le son de soie: Accords-Croisés/Harmonia Mundi, Paris, 2006
- Changes – Duo pipa & Guitar: Philmultic, 2008
- Along the Way – Duo pipa & violin (mit Malcolm Goldstein): Philmultic, 2010

## Preise
- Future Generations Millennium Prize, Juni 2001[1]
- Akademie Charles Croc Preis, 2006[2]